# Chandata bella
Chandata bella là một loài bướm đêm trong họ Noctuidae.